# Jaromír Dolanský
Jaromír Dolanský (25. února 1895 Karlín – 16. července 1973 Praha) byl československý politik Komunistické strany Československa, meziválečný i poválečný poslanec čs. parlamentu a ministr československých vlád.

## Biografie
V roce 1921 absolvoval Právnickou fakultu Univerzity Karlovy. Už koncem 20. let 20. století patřil mezi skupinu mladých, radikálních komunistů (takzvaní Karlínští kluci), kteří do vedení KSČ doprovázeli Klementa Gottwalda. Profesí byl tajemníkem odborů. Podle údajů z roku 1935 bydlel v Praze. V parlamentních volbách v roce 1935 se stal poslancem Národního shromáždění. O poslanecké křeslo přišel 28. prosince 1938 v důsledku rozpuštění KSČ. V roce 1938 se stal spolu s Antonínem Zápotockým členem vedení KSČ. V roce 1939 byli oba při pokusu o útěk do exilu zatčeni a až do konce války vězněni nacisty.
Do politiky se zapojil opět po osvobození. Roku 1946 se stal ministrem financí Československa v první vládě Klementa Gottwalda. Funkci si udržel i ve druhé vládě Klementa Gottwalda. Od roku 1949 do roku 1951 byl ministrem a předsedou Státního plánovacího úřadu ve vládě Antonína Zápotockého. V první vládě Viliama Širokého, druhé vládě Viliama Širokého i třetí vládě Viliama Širokého v letech 1951–1963 byl náměstkem předsedy vlády (od 14. září 1953 coby první náměstek předsedy vlády).
V letech 1929–1971 byl nepřetržitě členem Ústředního výboru Komunistické strany Československa. Do ÚV KSČ byl kooptován 2. srpna 1945 a na tento post ho zvolil i VIII. sjezd KSČ, IX. sjezd KSČ, X. sjezd KSČ, XI. sjezd KSČ, XII. sjezd KSČ a XIII. sjezd KSČ. Z funkce byl uvolněn v prosinci 1968. Nad rámec členství v ÚV KSČ byl od září 1945 do června 1954 a znovu od prosince 1962 do dubna 1968 členem předsednictva ÚV KSČ. V srpnu 1945 se stal členem Sekretariátu ÚV KSČ a setrval zde do dubna 1946. Od srpna 1945 do června 1946 byl zástupcem generálního tajemníka KSČ. V roce 1948 zasedal v užším předsednictvu ÚV KSČ a byl členem politické komise předsednictva ÚV KSČ. Od září 1951 do června 1954 působil jako člen politického sekretariátu ÚV KSČ. V období červen 1954 – prosinec 1962 byl členem politbyra ÚV KSČ.
Po několik dekád zasedal i v nejvyšších zákonodárných sborech Československa. V letech 1945–1946 byl poslancem Prozatímního Národního shromáždění a v letech 1946–1948 Ústavodárného Národního shromáždění. V letech 1948–1968 zasedal v Národním shromáždění (po roce 1960 Národní shromáždění Československé socialistické republiky) a v letech 1969–1971 ještě sloužil jako poslanec ve Federálním shromáždění. V roce 1955 a opětovně roku 1965 mu byl udělen Řád Klementa Gottwalda.
Výrazněji se ještě politicky projevil v prosinci 1967, kdy se v předsednictvu ÚV KSČ schylovalo k odstavení Antonína Novotného z funkce prvního tajemníka ÚV KSČ. Dolanský tehdy patřil ke skupině funkcionářů orientovaných proti Antonínu Novotnému a i jeho hlasem tak éra Novotného skončila. Následně se již výrazněji politicky neangažoval.

## Státní vyznamenání
- Řád 25. února, 1949[12]

- Řád Klementa Gottwalda – za budování socialistické vlasti, udělen 1955 a 1965
- Pamětní medaile k 20. výročí osvobození ČSSR